# Cabo Flying Fish

O cabo Flying Fish é um cabo coberto de gelo que forma a extremidade oeste da Ilha Thurston. Foi descoberto pelo contra-almirante Byrd e membros do Serviço Antártico dos Estados Unidos (USAS) num voo do Bear em fevereiro de 1940. 
Recebeu da US-SCAN o nome do navio Flying Fish da Expedição de Exploração dos Estados Unidos, comandada pelo tenente William M. Walker, USN, que alcançou um ponto dentro de 125 milhas a partir deste cabo; a posição do navio na manhã de 23 de março de 1839 era de 70°00'S, 100°16'W.
 Este artigo incorpora material em domínio público  de United States Geological Survey   , documento "Cabo Flying Fish" (conteúdo do Geographic Names Information System).